# 臺北市私立喬治高級工商職業學校
臺北市私立喬治高級工商職業學校（英語：George Vocational High School of Taipei）是一所位於台灣台北市的高級工商職業學校，簡稱為喬治高職。創立於1957年。創辦人為俞浩然與孫霞雲，於民國四十六年九月創立喬治中學，1976年改名為喬治高級工商職業學校。校訓為嚴誠勤敬。

## 校史
- 1957年 創立「喬治中學」。
- 1968年 增設 電子、電工、建築、綜商及會統等科。
- 1976年 因應政府提倡職業教育的政策，更名為「喬治高級工商職業學校」。
- 1986年 設立資訊科（已停招）。
- 1988年 將商科改設國際貿易、廣告設計及資料處理科（已停招）。
- 1989年 增設幼保、觀光美儀科。
- 1992年 將觀光美儀科改為時尚造型科(美容科)。
- 1995年 將國際貿易、電子科改為餐飲管理科。
- 1997年 成立觀光事業科、綜合高中。
- 2004年 成立表演藝術科。
- 2010年 表演藝術科停招。
- 2016年 成立流行服飾科。
- 2019年 成立照顧服務科。[1]

## 著名校友
- 前黑澀會美眉+前黑Girl成員——郭婕祈(MeiMei)
- 前黑澀會美眉+前黑Girl成員——王婧喬(小蠻)
- 李靖（前藝人）
- 陳昱榕－頑童MJ116－饒舌歌手(瘦子eso)
- 周文傑－頑童MJ116－饒舌歌手(小春Kenzy)
- 李翁月娥－新北市議員

## 外部連結
- 臺北市私立喬治高級工商職業學校（页面存档备份，存于）
- YouTube上的臺北市私立喬治高級工商職業學校頻道
- 臺北市私立喬治高級工商職業學校的Facebook專頁
- 臺北市私立喬治高級工商職業學校的Instagram帳戶

25°02′59″N 121°55′43″E / 25.04972°N 121.92861°E